# Động đất Tonga 2006
Động đất Tonga 2006 (tiếng Anh: 2006 Tonga earthquake) là trận động đất xảy ra vào lúc 4:26 (theo giờ địa phương), ngày 4 tháng 5 năm 2006. Trận động đất có cường độ 8.0 Mw, tâm chấn độ sâu khoảng 55 km. Động đất mạnh đã gây ra sóng thần cao 0,54 m. Hậu quả trận động đất đã làm 1 người bị thương.